# Hogeschool Inholland

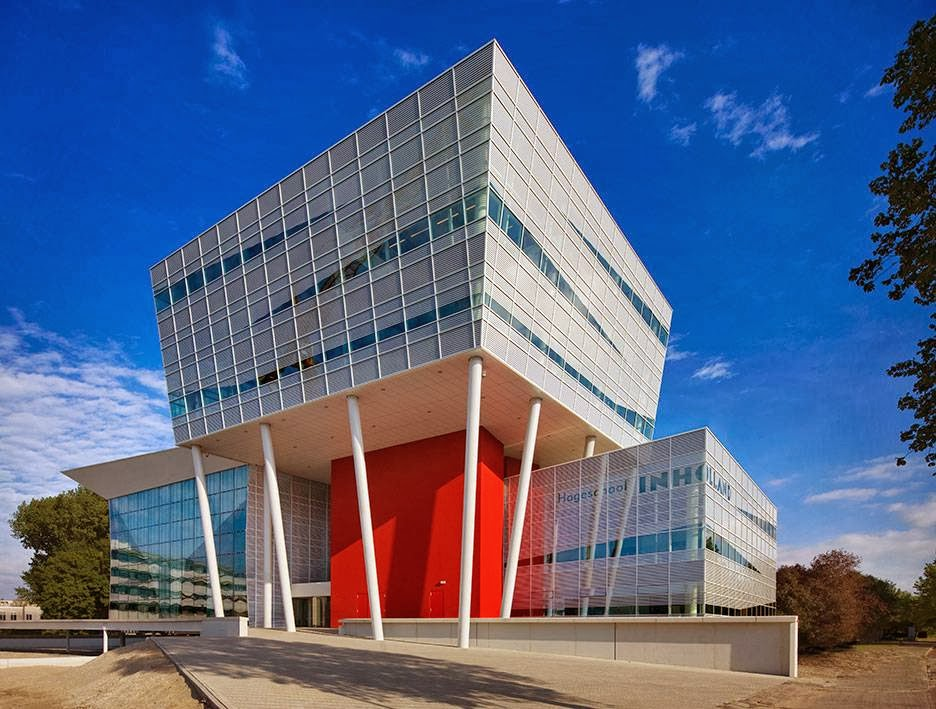
Inholland Delft (2020)

Die Hogeschool Inholland (Englisch: Inholland University of Applied Sciences; French: Université des sciences appliquées d'Inholland; Deutsch: Hochschule Inholland; kurz Inholland) ist eine Hochschule für angewandte Wissenschaften mit Hauptsitz in Amsterdam. 

## Übersicht
Die Hogeschool Inholland ist eine private Hochschuleinrichtung in den Niederlanden, die 2002 durch den Zusammenschluss von höheren Berufsbildungseinrichtungen in den Provinzen Nord- und Südholland gegründet wurde und mit dem Zusammenschluss etwa 40.000 Studierende betrug. Seit dem 1. September 2020 ist Bart Combee Vorstandsvorsitzender von Inholland.
Mit über 37.000 Studenten aus mehr als 100 Ländern verfolgt die Hochschule den Ausbildungsmodus der angewandten Wissenschaften. Die Hogeschool Inholland bietet sechs verschiedene englischsprachige Bachelor-Studiengänge an. 
Das Conservatorium Haarlem ist eine Teilschule der Hogeschool Inholland.

## Fakultäten
Die Studiengänge der Hogeschool Inholland sind in Fakultäten unterteilt:
- Agrar-, Lebensmittel- und Biowissenschaften - Standorte: Amsterdam und Delft
- Wirtschaft, Finanzen und Recht - Standorte: Alkmaar, Den Haag, Haarlem und Rotterdam
- Kreativwirtschaft - Standorte: Alkmaar, Den Haag, Haarlem und Rotterdam
- Gesundheit, Sport und Sozialarbeit - Standorte: Alkmaar, Amsterdam, Den Haag, Haarlem und Rotterdam
- Bildung und Innovation - Standorte: Alkmaar, Den Haag, Haarlem, Rotterdam und Dordrecht
- Technik, Design und Computertechnik - Standorte: Alkmaar, Delft und Haarlem

## Siehe
- Liste der Hochschulen in den Niederlanden